# Letizia Bertoni
Letizia Bertoni (ur. 14 lipca 1931 w Turynie) – włoska lekkoatletka, sprinterka i płotkarka, medalistka mistrzostw Europy z 1954.
Zdobyła brązowy medal w sztafecie 4 × 100 metrów na mistrzostwach Europy w 1954 w Bernie. Włoska sztafeta wystąpiła w składzie: Maria Musso, Giuseppina Leone, Bertoni i Milena Greppi wywalczyła brązowy medal.
Bertoni odpadła w eliminacjach biegu na 200 metrów na igrzyskach olimpijskich w 1956 w Melbourne, a włoska sztafeta 4 × 100 metrów w składzie: Bertoni, Greppi, Leone i Musso zajęła 5. miejsce. Odpadła w półfinale biegu na 200 metrów i zajęła 5. miejsce w sztafecie 4 × 100 metrów na mistrzostwach Europy w 1958 w Sztokholmie.
Na igrzyskach olimpijskich w 1960 w Rzymie Bertoni odpadła w eliminacjach biegu na 80 metrów przez płotki oraz zajęła 5. miejsce w sztafecie 4 × 100 metrów (w składzie: Bertoni, Sandra Valenti, Piera Tizzoni i Leone). Odpadła w półfinale biegu na 80 metrów przez płotki na mistrzostwach Europy w 1962 w Belgradzie, a włoska sztafeta 4 × 100 metrów z jej udziałem została zdyskwalifikowana w finale.
Bertoni była mistrzynią Włoch w biegu na 200 metrów w 1962, biegu na 80 metrów przez płotki w latach 1958–1964 oraz w sztafecie 4 × 100 metrów w 1957 i 1963.
Dwukrotnie poprawiała rekord Włoch w biegu na 80 metrów przez płotki do czasu 11,0 s (20 lipca 1963 w Trieście). Wielokrotnie ustanawiała rekord Włoch w sztafecie 4 × 100 metrów do czasu 45,6 s (8 września 1960 w Rzymie).